# Zoizit
A zoizit a szoroszilikátok (vagy rétegszilikátok) között az epidotcsoport ásványegyüttesének tagja, víztartalmú kalcium- és alumínium-szilikát. Az epidotcsoport egyetlen rombos rendszerben kristályosodó tagja. Oszlopos prizmás kristályokban vagy vaskos tömegekben fordul elő, a kristályok sokszor sávozottak. Változatai kedvelt ékszerkövek. Első alkalommal egy karantániai nemes, mecénás és természettudós ásványgyűjtő, Sigmund Zois fedezte fel 1805-ben a Karintiai-Alpokban, róla kapta a nevét.
Monoklin kristályrendszerben megjelenő változata a klinozoizit.

## Kémiai és fizikai tulajdonságai
- Képlete: Ca2Al3(SiO4)3·OH

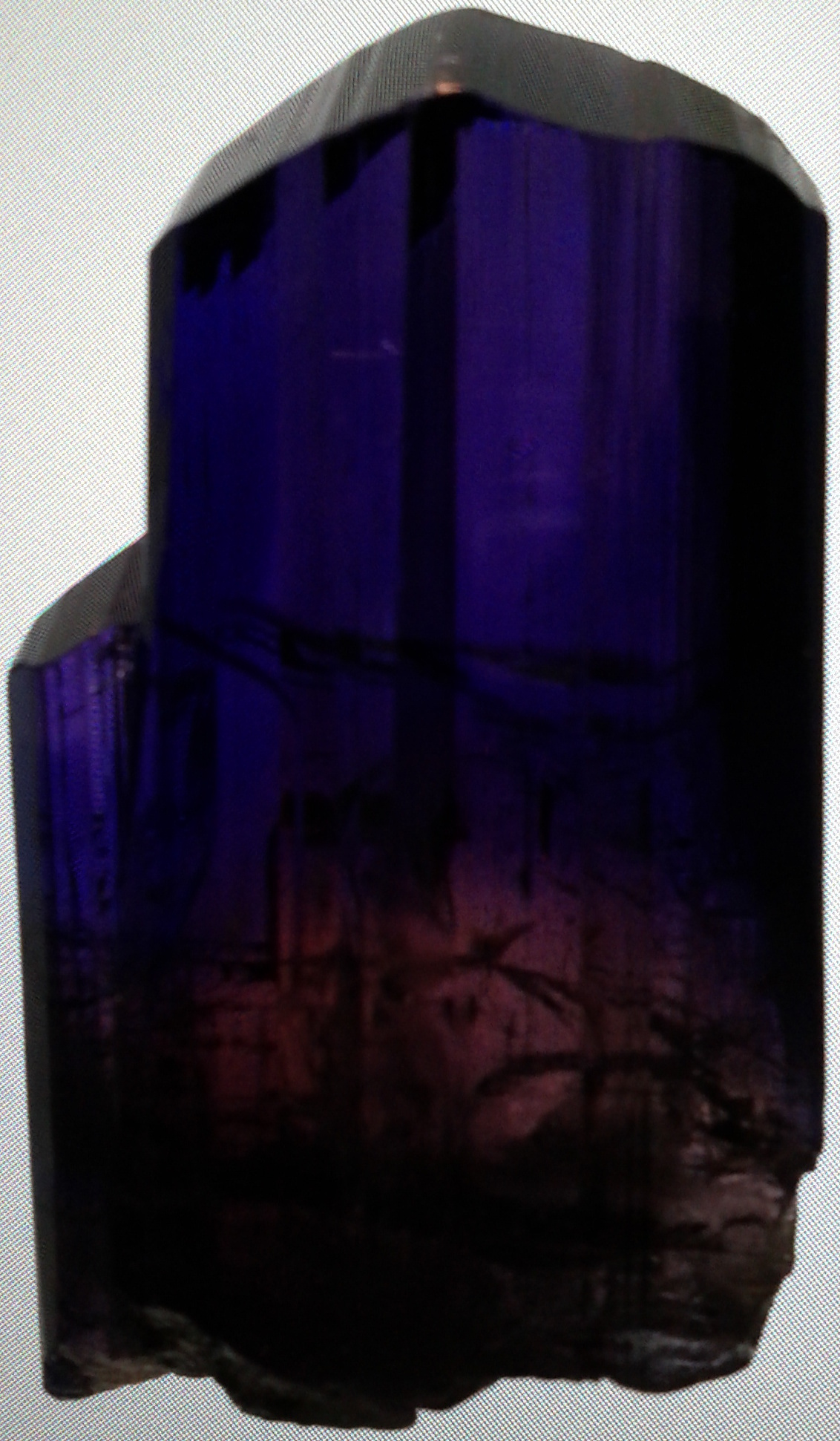
Kék tanzanit

- Szimmetriája: a rombos kristályrendszerben lapszimmetriát, tengelyszimmetriát mutatnak kristályai
- Sűrűsége: 3,1-3,4 g/cm³
- Keménysége: 6,0-6,5 (a Mohs-féle keménységi skála szerint)
- Hasadása: kitűnően hasad
- Törése: egyenetlen, kagylós törésű.
- Színe: szürkésfehér, almazöld, sárgásbarna, kék (tanzanit) rózsaszín (thullit)
- Fénye: üveg- vagy gyöngyházfényű
- Átlátszósága: átlátszó vagy áttetsző
- Pora:  színtelen vagy fehér
- Különleges tulajdonsága: jellemzője a többszínűség
- Elméleti tartalma:
  - CaO: 24,7%
  - Al2O3: 33,6%
  - SiO2: 39,7%
  - H2O: 2,0%

## Keletkezése

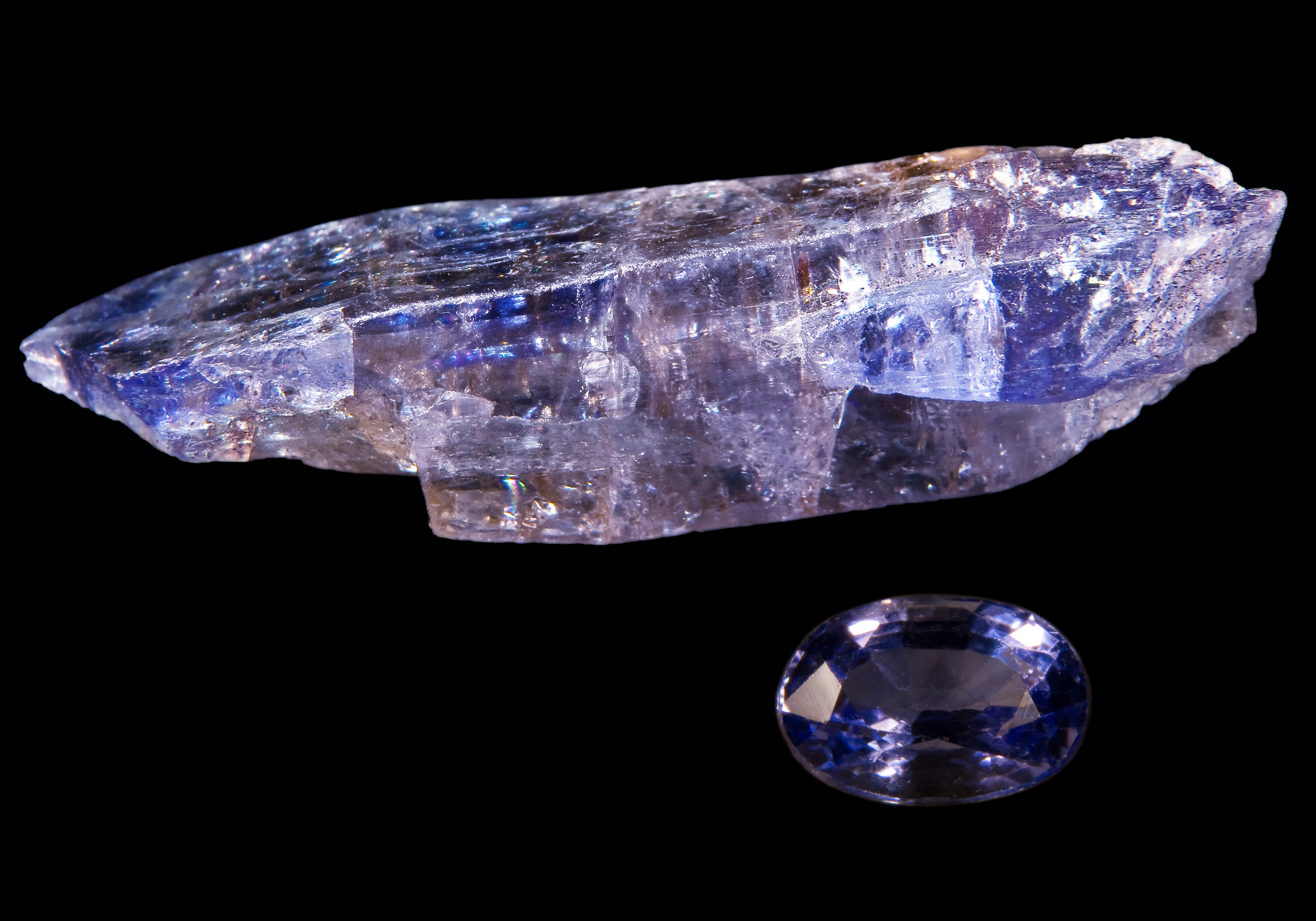
Zoizit változat

Magmás kőzetalkotó pegmatitokban és katametamorfitokban. Gyakori a másodlagos keletkezése metamorf hatásokra, gneiszben, mészkövekben és márványokban.
Hasonló ásványok: epidot, ortit.

## Ékszeripari felhasználás
Kedvelt ékszeripari alapanyagok a színes változatok. A mangánszennyeződést tartalmazó, 1823-ban felfedezett zoizit elnevezése thulit, ami rózsaszínű vagy piros. 1967-ben kerültek elő Tanzániában a kékszínű sötétpiros változatok, melyek elszíneződését a vanádium- és vasszennyeződés okozza, és a megtalálás helyéről a tanzanit nevet kapta. A tanzanit néha barnás elszíneződésű, ami 500 °C-ra való hevítéskor mélykék színűvé válik. 1969-ben kék és sárga zoizit-macskaszem változatokat is találtak, melyekben a sávos színjátszást kristálynövekedési sávok és zárványok megjelenése idézi elő. Az eddig csak Tanzániában található kék változatot gyakran hamisítják.

## Előfordulásai
Ausztriában Karintia tartományban Zillertal és Pricker Hall környékén. Olaszország területén az Alpokban és Svájc területén. Norvégia és Svédország egyes vidékein. Oroszországban az Ural-hegységben. Az Egyesült Államokban Washington, Colorado és Wyoming szövetségi államban. Megtalálható Indiában, Pakisztánban, Kenya területén valamint Namíbiában és Tanzániában.
Kísérő ásványok: amfiból, epidot, gránátcsoport egyes elemei és a vezuvián.

## Előfordulásai Magyarországon

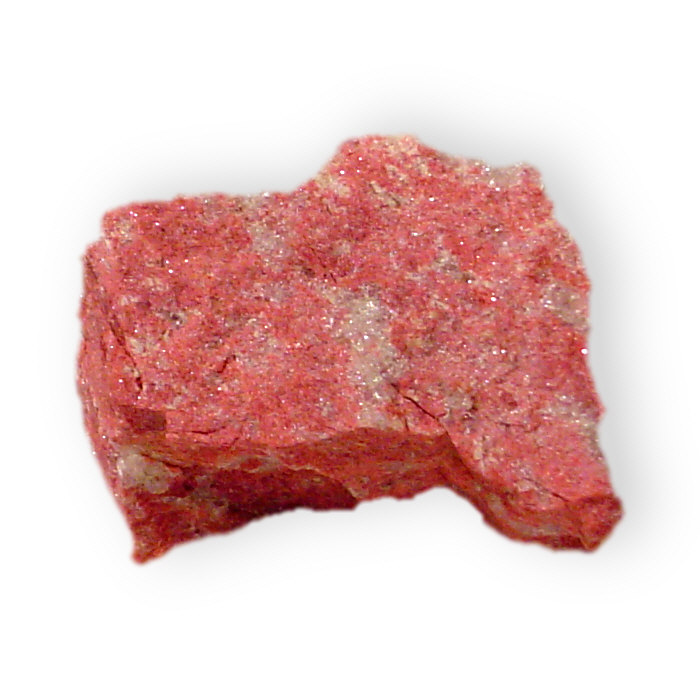
Norvég zoizit

Baranya vármegyében, Magyaregregy közelében gránit magmás ércesedéshez köthetően szkarnosodásban epidot mellett találtak zoizitkristályokat.

## Külső hivatkozások
Bement két kővel, kijött egymilliárd forintnyi pénzzel